# El Apolo de Bellac

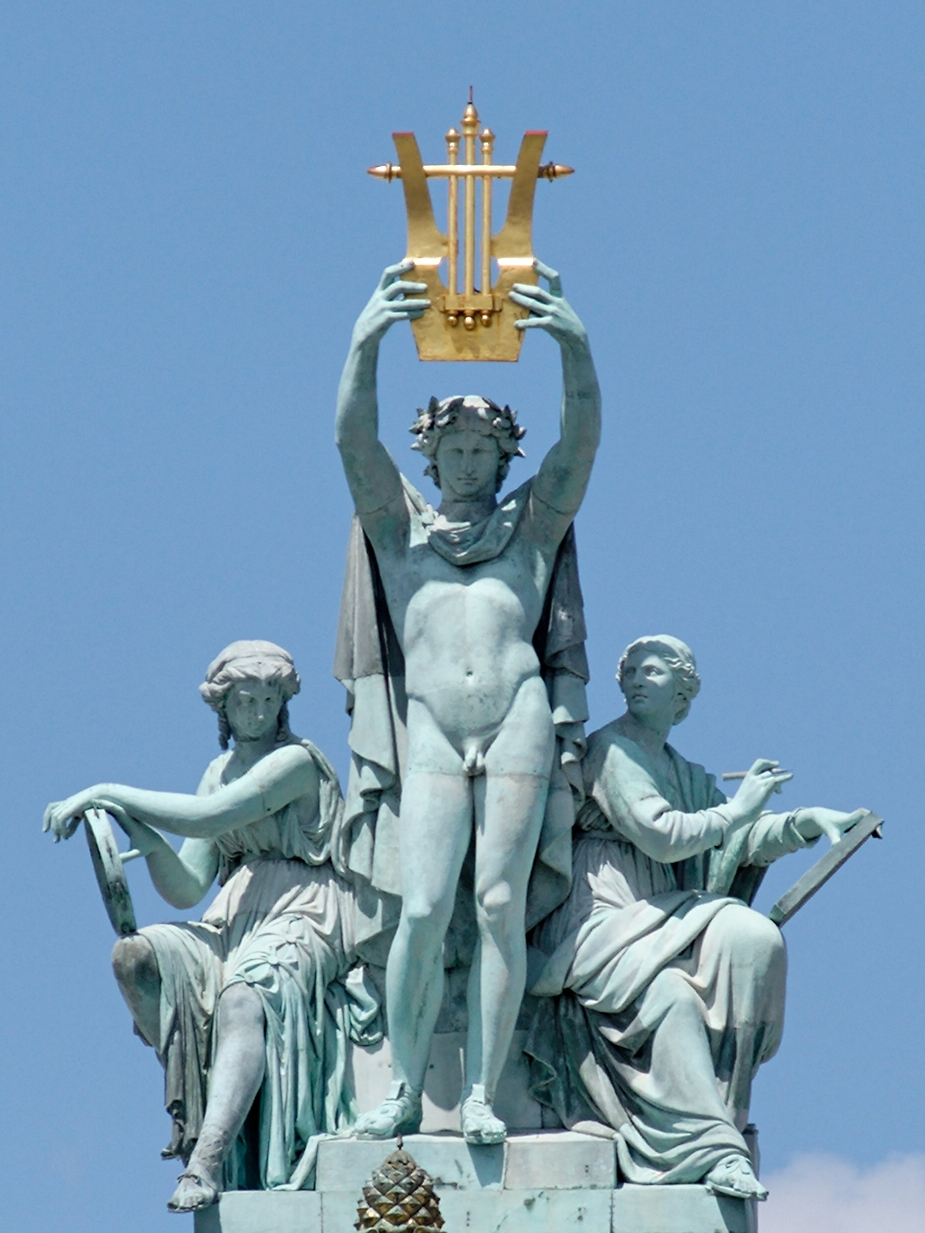
El Apolo de Bellac

El Apolo de Bellac (L'Apollon de Bellac en su título original) es una obra de teatro en un acto escrita por el dramaturgo francés Jean Giraudoux en 1942.

## Argumento
La obra se desarrolla en el vestíbulo de la Oficina Internacional de Inventos, en París. La joven y tímida Agnes pretende entrevistarse con el presidente de la institución para obtener un puesto de trabajo, cuando es asaltada por un caballero de la ciudad de Bellac, que le da un consejo: Para obtener cuanto desee de los hombres únicamente debe decirles lo hermosos que son y compararlos con la estatua del dios griego Apolo, situada en Bellac. La estratagema funciona con los diferentes funcionarios de la entidad hasta que Agnes consigue acceder a la oficina del Presidente, quien, halagado por las palabras de la joven, le declara al tiempo que renuncia a su matrimonio.

## Representaciones
Estrenada en el Teatro Municipal de Río de Janeiro el 16 de junio de 1942. Posteriormente se representó en el Théâtre de l'Athénée de París, desde el 19 de abril de 1947 por la compañía de Louis Jouvet, como el hombre de Bellac, acompañado por Dominique Blanchar (Agnes) y Maurice Lagrenée (el presidente) y dirigidos por Raymond Gérôme.
La adaptación al inglés se representó para televisión en el espacio Omnibus, de la CBS estadounidense y contó con Denholm Elliott y Natasha Parry en los principales papeles. La dirección corrió a cargo de Tony Richardson.
Otras adaptaciones para televisión incluyen las versiones realizadas en Alemania (Apoll von Bellac, 1955), con Rudolf Bechmann y Johanna von Koczian; Suiza (Apollo von Bellac, 1959), con Peter Schütte y Kristin Hausmann; Noruega (Apollon fra Bellac, 1960), con Georg Løkkeberg y Wenche Tønseth; Francia (1965), con Claude Rich y Anna Gaël; Finlandia (1966), con Nisse Rainne y Salme Laaksonen; España (Hora once, TVE, 1969), con Carlos Lemos, Tina Sáinz, Paco Morán, Tota Alba y Rafael Anglada; y Dinamarca (Apollon fra Bellac, 1973), con Ebbe Rode y Puk Schaufuss.